# Разговор по душе
Аллегорический рассказ «Разговор по душе» был написан Максимом Горьким в 1893 году и впервые напечатан в казанской газете «Волжский вестник». В рассказ были внесены цензурные изъятия, а оригинальный экземпляр был найден в казанском архиве после смерти писателя. В черновой рукописи рассказа имелись несколько различных концовок. В собрания сочинений рассказ ни разу не включался.

## Сюжет
Автор знакомит нас с весьма необычными героями — Добродетелью и Пороком, которые стоят по разные стороны реки Времени и находятся в вечном противостоянии. Противостояние происходит в сердцах людей и выливается в их поступках. Герои предстают весьма очеловеченными. Добродетель грустила: "Ей не весело живется, " — сообщает нам автор. И решилась на разговор по душам с Пороком. Добродетель спрашивает Порока почему они борются. А вот Порок в своих рассуждениях приходит к тому, что им нужно слиться воедино, чтоб не было больше крайностей. Он делает Добродетели предложение: «Сударыня, я прошу вашей руки и сердца!» Но как только он начинает весьти себя порочно, Добродетель отказывает ему. И снова расходятся они по разные стороны реки.

## Образы главных героев
В начале рассказа Добродетель предстает перед читателем величественной. Автор сравнивает ее с мраморной статуей: она «была холодна и солидна». Порок же полностью противопоставлен ей: «низок…настолько пропитан ядом всяческой гнусности, что мухи, укусив его, тотчас же умирали, отравленные». Но далее автор показывает нам, насколько холодна и безучастна добродетель, а также что ей присуще отнуть не только светлые чувства: она вслух сочувствовала «погибавшим в когтях Порока, втихомолку искренно и безжалостно презирала их». Философия же Порока проста: «жизнь — мгновенье…ощущение — суть и цель бытия!» Побеждал в этом противостоянии Порок: «Её адепты всюду терпели горестные поражения», а также Порок действовал, Добродетель лишь созерцала.
Далее автор равняет немного наших героев: Порок, «одетый по последней парижской моде, с букетом камелий в руке, был приличен, но, конечно, всё-таки был гадок…а Добродетель, была суха и величественна в своей римской тоге, немного уже ветхой». Добродетель грустила и «грустно глядела на его изящно-пошлую и нагло-красивую фигуру». Автор намекает нам о том, что герои наши не такие уж разные, не просто так к Пороку приходит такое откровение: слиться воедино.

## Критика
По мнению И. К. Кузьмичева данным рассказом Горький наносит удар по носителю реакционных идей — мещанству.
```
"Серая, лишенная всяких идеалов и героических порывов жизнь русской омещанившейся интеллигенции конца 80-х — начала 90-х годов, послужила основной темой для данной сатирической аллегории".
[
2
]
```

Две иронически обрисованных фигуры предстают перед нами в начале вполне традиционными. Но постепенно они приобретают современное звучание.
```
"Добродетель — это символ бесцветной мещанской «добродетельности» русской буржуазно-либеральной интеллигенции конца 80-х и начала 90-х годов".
[
2
]
```

Примирение же героев Горький рисует сатирически остро. И если Порок он во многом сохраняет, то от Добродетели не остается ничего традиционного. Она олицетворяет собой полное духовное ничтожество мещанства.
```
"Реальной почвой для союза между Добродетелью и Пороком являлось духовное банкротство русского буржуазно-дворянского общества конца 80-х—начала 90-х годов, отход определенной части интеллигенции от бодительного движения".
[
1
]
```